# Carlos Salinas de Gortari

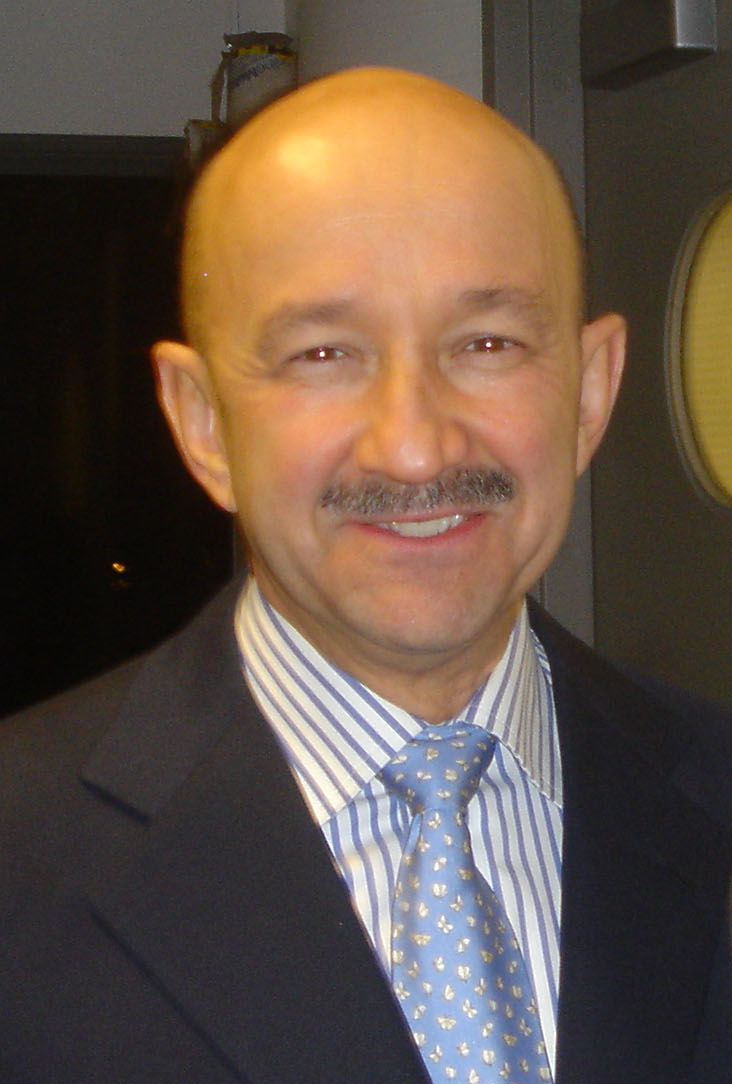
Carlos Salinas de Gortari (2006)

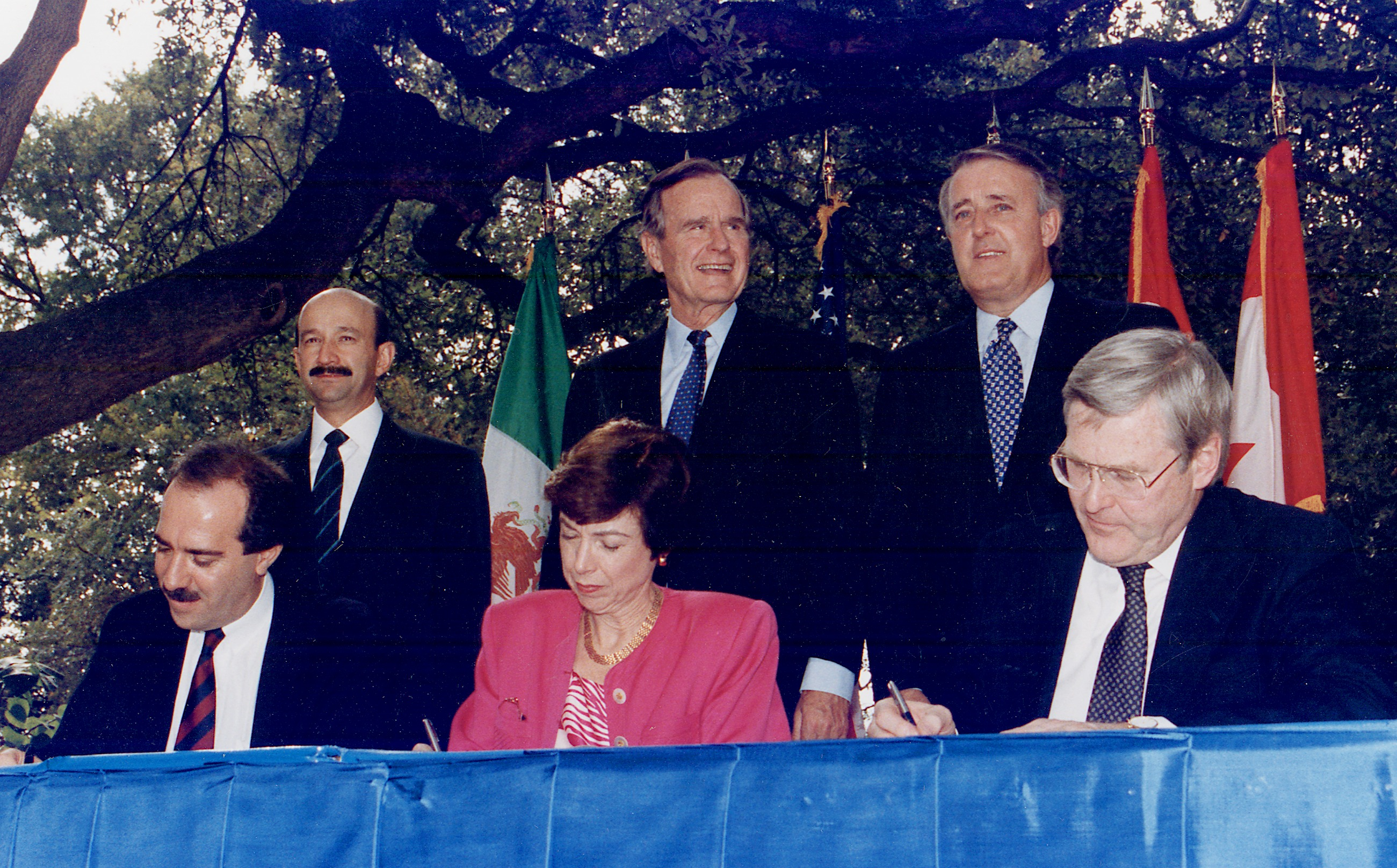
Unterzeichnung von NAFTA:
Im Hintergrund Salinas, George Bush und Brian Mulroney (1992)

Carlos Salinas de Gortari (* 3. April 1948 in Mexiko-Stadt) ist ein mexikanischer Politiker. Er war 1988–1994 Präsident von Mexiko.

## Leben
Salinas studierte an den Universitäten von Mexiko und Harvard. 1978 promovierte er in politischer Ökonomie.
Von 1971 bis 1974 war Salinas im mexikanischen Finanzministerium tätig. Von 1979 bis 1981 arbeitete er im Haushalts- und Planungsministerium.
Salinas wurde 1981 Wahlkampfleiter von Miguel de la Madrid bei seiner Präsidentschaftskandidatur. Nach de la Madrids Wahlsieg wurde er Haushaltsminister. 
1988 wurde Salinas Nachfolger von de la Madrid im Präsidentenamt. Seine Wahl wurde von einem Skandal überschattet. Als der Gegenkandidat nach Auszählung der ersten Stimmen überraschend vorne lag, brach unerklärlicherweise das Computersystem zusammen. Nach ein paar Tagen wurde Salinas als Sieger festgestellt. Die Wahlunterlagen wurden ein paar Jahre später vernichtet.
Im Dezember 1992 unterzeichneten Salinas, der US-amerikanische Präsident George Bush und der kanadische Premierminister Brian Mulroney das North American Free Trade Agreement (Nordamerikanisches Freihandelsabkommen; NAFTA).
Salinas’ Politik sorgte für einen wirtschaftlichen Aufschwung durch starken Zufluss internationalen Kapitals, aus politischen Gründen hielt er die Währung, den mexikanischen Peso, jedoch stark überbewertet. Zahlreiche Bereiche der Wirtschaft wurden privatisiert, was nicht ohne Korruption und Selbstbereicherung der herrschenden Schicht geschah. 
In seine Amtszeit fällt der Aufstand der Zapatisten (EZLN), den er entgegen dem Rat von Mitarbeitern nicht durch einen massiven Militäreinsatz niederschlug, sondern eindämmte, indem er die Rebellen in abgelegene Dörfer vertrieb.
Laut Verfassung durfte Salinas 1994 nicht für eine weitere Amtszeit als Präsident kandidieren. Am 25. August wurde Ernesto Zedillo Ponce de León zum Präsidenten gewählt. Ein paar Monate davor wurde am 23. März 1994 der PRI-Kandidat Luis Donaldo Colosio bei einer Wahlkundgebung in Tijuana ermordet.
Einen Monat nach Zedillos Amtsantritt brach die Währung zusammen (Tequila-Krise), was zu einer massiven Wirtschaftskrise führte, die ihm sein Nachfolger ankreidete. Dies sowie die Aufdeckung der Machenschaften von Salinas’ Bruder Raúl, der einen dreistelligen US-Dollar-Millionenbetrag aus Geschäften mit Drogenkartellen erwirtschaftet hatte und zur Deckung seiner Taten den Generalsekretär der Regierungspartei PRI durch ein Attentat hatte töten lassen, führten dazu, dass Salinas sich nach Irland in eine Art selbstgewähltes Exil flüchtete.

## Trivia
Der Songwriter Manuel Eduardo Toscano soll bei dem für Paquita la del Barrio verfassten Lied Rata de dos patas an Salinas gedacht haben.